# جوناثان كلاركسون غيبس
جوناثان كلاركسون غيبس الثاني (28 سبتمبر 1821-14 أغسطس 1874) وزير مشيخي، ومسؤول بارز أمريكي أفريقي أثناء إعادة الإعمار. كان وزير الخارجية الأول والوحيد من ذوي البشرة السوداء، والمشرف على التعليم العام في فلوريدا، وكان إلى جانب يوشيا توماس وولز، عضو الكونغرس الأمريكي من فلوريدا، من بين أقوى شاغلي المناصب السود في الولاية أثناء إعادة الإعمار.

## كاهن إبطالي

### نيويورك وحركة التحرر من العبودية
بعد تخرجه في عام 1852، درس غيبس في مدرسة برنستون اللاهوتية منذ عام 1853 وحتى عام 1854 لكنه لم يتخرج بسبب القيود المالية. درس غيبس في المدرسة الدينية على يد تشارلز هودج، أحد المدافعين المؤيدين للعبودية. اعتنق هودج، وهو كاهن مشيخي، الاعتقاد القائل بأن «العبودية في حد ذاتها لم يدينها الكتاب المقدس بل أدان الطريقة التي تُنفذ في الجنوب والتي تؤدي إلى إدامة الشر العظيم». على عكس ناثان لورد، دعم هودج المجهود الحربي والرئيس أبراهام لنكولن. على الرغم من أن غيبس لم يكن قادرًا على التخرج من المدرسة، فقد رُسم عام 1856. استُدعي بصفته قسيسًا إلى كنيسة ليبرتي ستريت المشيخية في تروي، نيويورك، حيث كان هنري هايلاند جارنيت قسيسًا. دعا غيبس رئيس كلية دارتموث المؤيد للعبودية، ناثان لورد، لإلقاء خطبة الرسامة. «توسل إلى الدكتور لورد ليلقي عظة في خطية رسامته باعتبارها معروفًا، مبررًا أن كليته هي الوحيدة التي تتحمل وجوده».
تزوج غيبس، الذي أصبح كاهنًا شابًا، من آنا أميليا هاريس، ابنة تاجر أسود ثري من نيويورك وزوجته. أنجب الزوجان ثلاثة أطفال: توماس فان رينسالير غيبس، وجوليا بنينغتون غيبس، وجوزفين هايوود غيبس.
بعد رسامته، أصبح غيبس نشطًا في حركة التحرر من العبودية. حضر سلسلة من مؤتمرات السود، وعمل مع فريدريك دوغلاس، وخدم مع اللجان. أصبح تدريجيُا معروفًا على الصعيد الوطني لعمله في الحركة. ظهر غيبس في منشورات مناهضة للعبودية من بينها صحيفتي ذا ليبريتور وذا ناشونال آنتي-سلفيري ستاندرد. كانت شهرة غيبس المتزايدة مؤشرًا على طموحاته الخاصة وكذلك مهاراته كخطيب وكاهن إبطالي صاعد. عزلته مشاركته المتزايدة في حركة التحرر من العبودية في نيويورك عن أسرته. بسبب غيابه الطويل عن المنزل وواجباته الرعوية، أصبح غيبس ينفر بشكل متزايد من زوجته. كانت آنا معتادة على مستويات معيشية لا يستطيع القسيس الشاب تحملها. دفعه التوتر بينه وبين زوجته إلى التفكير في مغادرة الولايات المتحدة إلى إفريقيا للعمل مبشرًا. لكن جماعته أقنعته بالتخلي عن هذه الخطط. أدى الخلاف الزوجي في النهاية إلى إجراءات طلاق طويلة ومريرة استمرت حتى عام 1862. بعد ذلك بوقت قصير، عاد غيبس إلى مسقط رأسه فيلادلفيا حيث واصل العمل في حركة التحرر من العبودية.

### العودة إلى فيلادلفيا
عمل غيبس قسيسًا للكنيسة المشيخية الأفريقية الأولى في فيلادلفيا منذ عام 1859 وحتى عام 1865. نشط في حركة التحرر من العبودية، «شخصية رئيسية في السكك الحديدية المحلية تحت الأرض، وساهم بمقالات في المجلة الأنغلو أفريقية».

بعد إعلان الرئيس أبراهام لنكولن عن إعلان تحرير العبيد، ألقى غيبس خطبة بعنوان «يوم الفرح للحرية»، مشددًا على أن البيض يجب أن يضعوا تحيزاتهم جانبًا، وأن يسمحوا للسود بالقتال في الحرب الأهلية. وأشار غيبس إلى أنه «نحن، الملونون في الشمال، نضع المجذاف في يدكم، وعلى الرجال البيض أن يظهروا توازنهم مع متطلبات هذه الأوقات، من خلال التخلص من تحيزاتهم الغبية». تطرق إلى حاجة السود للقتال لمعالجة المخاوف والأحكام المسبقة البيضاء التي تنص بصورة قاطعة على ما يلي:
يسأل الكثير من الناس، هل سيقاتل الرجال السود؟ هذا ليس ما يقصدونه. السؤال الذي يطرحونه هو ببساطة: هل للرجال البيض في الشمال نفس الشجاعة الأخلاقية، والإقدام، والعزم، لإلقاء تحيزهم الأحمق ضد الرجل الملون ووضعه في وضع يُمكنه من تحمل نصيبه الكامل من شدائد وأخطار هذه الحرب؟